# Děti z Izieu

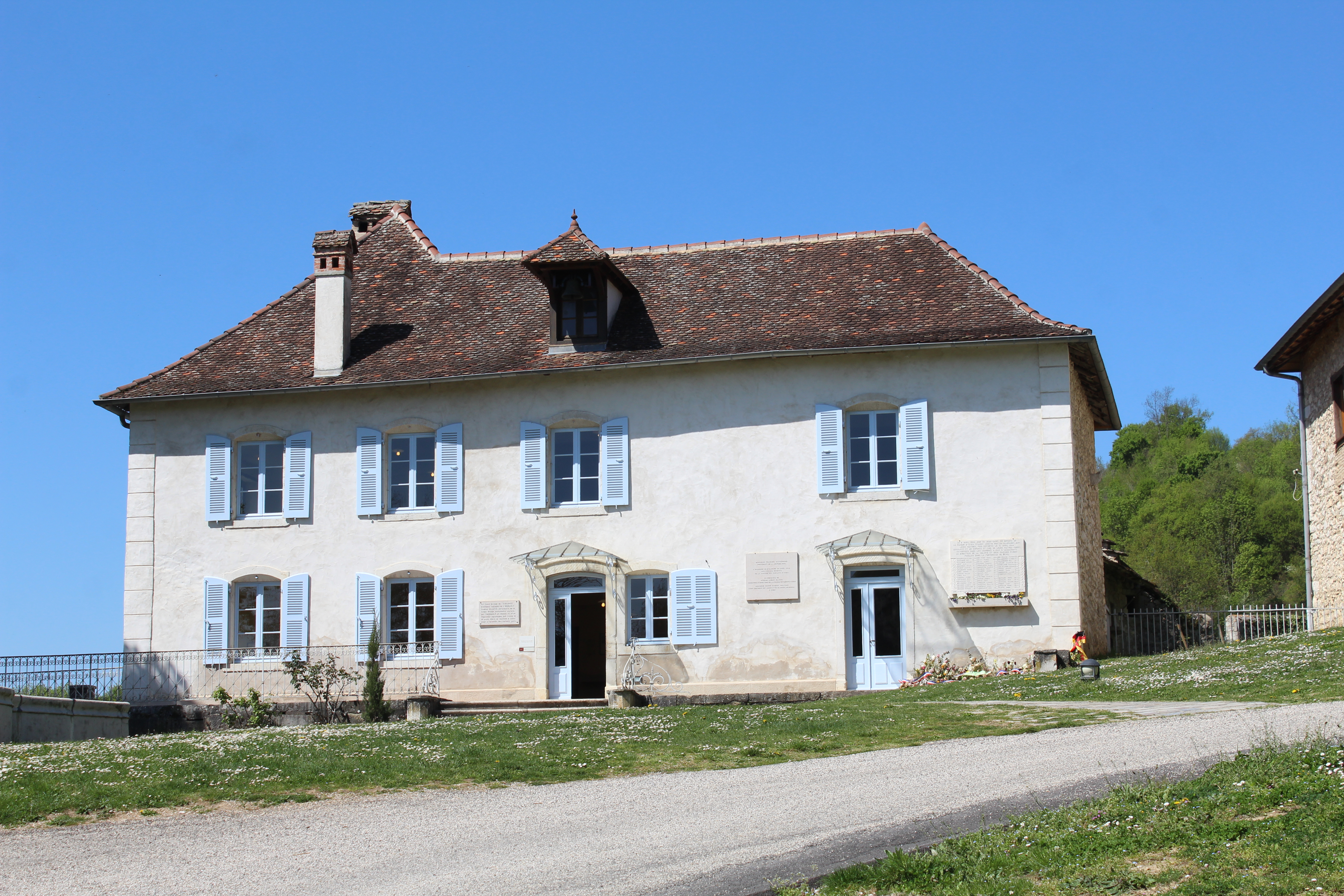
Bývalý sirotčinec

Děti z Izieu byla skupina 44 židovských dětí, které byly dne 6. dubna 1944 z rozkazu šéfa lyonského gestapa Klause Barbieho odvlečeny spolu se svými sedmi opatrovateli do tábora v Drancy a poté deportovány do vyhlazovacího tábora Auschwitz.
Od května 1943 do dubna 1944 sloužil statek v obci Izieu jako sirotčinec pod názvem Maison d'Izieu pro židovské děti různých národností, jichž rodiče byli deportováni nacisty. Opatrovníci se snažili utajit, že se jedná o sirotky a polosirotky židovského původu.
Ze zaměstnanců sirotčince přežil pouze student medicíny León Reifmann, který utekl oknem na schodišti a podařilo se mu ukrýt na sousedním statku, a jedna z ošetřovatelek Lea Feldblum, která přežila tábor v Osvětimi. Oba v roce 1987 svědčili v procesu proti Klausovi Barbiem.

## Památníky
V roce 1994 se Maison d'Izieu stal z rozhodnutí prezidenta Françoise Mitterranda památníkem v rámci jeho projektu Grands travaux.
V roce 2005 bylo náměstí ve 13. pařížském obvodu pojmenováno na Place des 44-Enfants-d'Izieu.
V roce 2007 se na pařížské radnici konala výstava o 11.400 židovských dětech deportovaných z Francie pod názvem Les 11 400 enfants juifs déportés de France.
Dne 3. dubna 2017 byla na vídeňském náměstí Schwedenplatz odhalena pamětní deska dětem z Izieu, z nichž sedm pocházelo z Vídně.

## Událost v umění
Paul Niedermann, který jako dítě pobýval též v sirotčinci, napsal román Les enfants d'Izieu a v roce 2007 vznikl dvoudílný televizní film La Dame d'Izieu.